# خطة عنان
كانت خطة عنان، المعروفة أيضا ب‍خطة إعادة توحيد قبرص، اقتراحا من الأمم المتحدة لحل النزاع القبرصي. واستندت الأجزاء المختلفة من الاقتراح إلى الحجة التي ساقها كل طرف (القبارصة الأتراك والقبارصة اليونانيون) في اجتماعات عقدت تحت رعاية الأمم المتحدة. وكان الاقتراح هو إعادة هيكلة جمهورية قبرص لتصبح "جمهورية قبرص المتحدة"؛ وبعبارة أخرى، بوصفها اتحادا يضم دولتين. وقد تم تنقيحها عدة مرات قبل طرحها على شعب قبرص في استفتاء عام 2004، وأيدها 65% من القبارصة الأتراك، ولكن 24% فقط من القبارصة اليونانيين.

## المقترح

العلم المقترح لجمهورية قبرص المتحدة

لقد خضعت خطة عنان (التي سميت تيمناً ب‍الأمين العام للأمم المتحدة كوفي عنان) لخمسة تنقيحات قبل أن تصل إلى صيغتها النهائية. واقترح التنقيح الخامس إنشاء جمهورية قبرص المتحدة، تغطي جزيرة قبرص بأكملها باستثناء مناطق القاعدة السيادية للمملكة المتحدة. وكان من المقرر أن يكون هذا البلد الجديد اتحادا مؤلفا من دولتين تأسيسيتين – الدولة قبرص اليونانية ودولة قبرص التركية – ينضم إليهما جهاز حكومي اتحادي.
وسيشمل هذا المستوى الاتحادي، الذي يُزعم أنه يستند بشكل فضفاض إلى النموذج الاتحادي السويسري، العناصر التالية:
- مجلس رئاسي جماعي ، يتألف من ستة أعضاء مصوتين ، ويخصص حسب السكان (حسب المستويات الحالية، أربعة قبارصة يونانيين وقبرصيان تركيان)، ويختاره البرلمان ويصوت عليه. وسيخصص لثلاثة أعضاء إضافيين لا يتمتعون بحق التصويت 2:1.
- رئيس ونائب رئيس، يختارهما المجلس الرئاسي من بين أعضائه، واحد من كل طائفة، بالتناوب في مهامهما كل 20 شهراً خلال فترة ولاية المجلس التي تمتد خمس سنوات.
- مجلس تشريعي مؤلف من مجلسين:
  - مجلس شيوخ (مجلس أعلى)، يضم 48 عضواً، مقسم على 24:24 بين الطائفتين.
  - مجلس نواب (مجلس أدنى) يتكون من 48 عضواً، موزعين بالتناسب مع عدد سكان الطائفتين (مع ما لا يقل عن 12 للمجموعة الأصغر).
- محكمة عليا تتألف من عدد متساو من القضاة القبارصة اليونانيين والقبارصة الأتراك، بالإضافة إلى ثلاثة قضاة أجانب يعينهم المجلس الرئاسي.

وتضمنت الخطة دستورا اتحاديا، ودساتير لكل دولة من الدولتين المكونتين للاتحاد، وسلسلة من القوانين الدستورية والاتحادية، واقتراحا بوضع علم لجمهورية قبرص المتحدة و‌نشيد وطني. كما نص على إنشاء لجنة مصالحة للتقريب بين الطائفتين وحل المنازعات المعلقة من الماضي.
وكان من شأنها أيضا أن ترسي حقا محدودا في العودة بين إقليمي الطائفتين، وكان من شأنها أن تسمح لكل من اليونان وتركيا بالاحتفاظ بوجود عسكري دائم في الجزيرة، وإن كان ذلك بتخفيضات كبيرة تدريجية في أعداد القوات.

## وصلات خارجية
- خطة عنان: النص الكامل ومعلومات إضافية من الأمم المتحدة
- جمهورية قبرص: مكتب الصحافة والإعلام
- تقرير هيئة الإذاعة البريطانية عن الخطة
- "خطة عنان وزرع المستوطنين الأتراك في الأراضي المحتلة من قبرص" بقلم ألفريد دي زاياس، وهو خبير بارز في ميدان حقوق الإنسان، فضلا عن مسؤول رفيع المستوى سابق في الأمم المتحدة.